# Martin Legros
Jean-Martin Legros (* 1714 in Bouvignes-sur-Meuse bei Dinant an der Maas; † 9. Juni 1789 in Malmedy) war ein wallonischer Glockengießer, der hauptsächlich im Rheinland tätig war. Er zählt zu den bedeutendsten Glockengießern des Rheinlandes während der zweiten Hälfte des 18. Jahrhunderts.

## Leben
Legros wuchs mit mehreren Geschwistern auf. Aus seiner Jugendzeit gibt es kaum Überlieferungen. Die Lehre absolvierte er in Lüttich bei zwei Glockengießern. Es wird angenommen, dass einer der Glockengießer Pierre Levache war.
Am 22. April 1743 heiratete Legros Anna-Bärbe Hockay. Der Ehe entstammen zehn Kinder.
Mit der Glockengießerei begann er 1745. 1771 verlieh ihm der Stadtrat von Köln die Freimeisterschaft und das Bürgerrecht. Wann Legros nach Köln zog, ist nicht bekannt.
1789 verstarb Jean-Martin Legros infolge eines Schlaganfalles.

## Glocken und Geläute
Es wird angenommen, dass Martin Legros in seiner fast 45-jährigen Schaffenszeit mehr als 250 Glocken gegossen hat. Ab 1780 goss Legros vereinzelte Glocken mit seinem Sohne Pierre-Joseph Legros (* 16. Januar 1753; † 29. August 1808) zusammen. Hierzu gehört das Malmedyer Glockenspiel, dessen 35 Glocken 1784 gegossen wurden.
| Name Kirche, Ort                                   | Gussjahr | Durch- messer (mm) | Masse (kg) | Schlagton (HT-1/16) | Inschrift | Sonstiges     |
| Heiliger Geist, Pfarrkirche St. Evergislus, Brenig | 1754     | 1418               | 1750       | cis1 +6             | FAC NOS INNOCUOS, JOSEPH DECURRERE VITAM! („Gib, dass wir unser Leben rechtschaffen vollenden, Joseph.“) SANCTE SPIRITUS HEISSCHEN ICH ● TZO DEM DEINST GOTZ ROIFFEN ICH ● DE DOEDEN BECLAGEN ICH ● BLIX HAGEL DONNER VERDRIVEN ICH ● HEINRICH VAN COELLEN GUIS MICH ● TEIL HEITGES VAN BORNHEM ● IOIN AN DER LINDEN KIRCHMEISTER ● ANNO 1535 ● ANNO 1753 VERUNGLUCKTE ICH DA WAR ZU LESEN DIE ALTE SCHRIFFT AUFF MICH ● DEN ALTEN NAHMEN BEHALTE ICH ● UND HAT VON NEUEN GOSSEN MICH ● VON MALMEDY MARTIN LEGROS IN BRENICH ANNO 1754 (weitere Inschriften vorhanden) | Martin Legros |
| Sebastian, Pfarrkirche St. Evergislus, Brenig      | 1776     | 1277               | 1250       | dis1 ±0             | ICH BIN VERUNGLUCKT ANNO 1775 UND DURCH PHILIPPE MAASS 2 MAHL VERDORBEN IEDOCH MIT GOTTES HULFF DAS DRITTE MAHL VOM MARTIN LEGROS ZU MALMEDY MIT DEM ITEN GUSS GELUNGEN UND DEDICIRT H SEBASTIANO 1776 („...mit dem ersten Guss gelungen und gewidmet dem hl. Sebastian 1776“; weitere Inschriften vorhanden) | Martin Legros |

- St. Kilian (Lechenich), drei der vier Glocken von Legros 1755, die vierte Glocke kann nur als Sologlocke läuten, da sie nicht harmoniert.
- St. Kunibert (Gymnich), drei Glocken von 1755, die älteste erste stammt von 1447
- St. Nikolaus (Raeren), Nikolaus- und Marienglocke, 1753
- Bonner Münster 7 Glocken 1756 (Ausführliche Beschreibung dort)
- St. Laurentius, Bonn-Lessenich, (1778) die dritte Legrosglocke wurde 1896 umgegossen
- St. Gereon die drei kleineren Glocken von ehemals fünf (1779) überstanden den Brand des Turmes
- St. Severin, Köln, drei von ehemals vier Glocken von 1771 erhalten, 4. nachgegossen
- Glockenspiel von Malmedy im Turm der Kathedrale 35 Glocken von den Legros (1786)[3]
- Evangelische Stadtkirche Monschau Dreiergeläut von 1789 durch Sohn Pierre-Joseph Legros